# Variétés Cinéma
Le Variétés Cinéma est un cinéma français situé à La Ferté-Saint-Aubin dans le département du Loiret en région Centre-Val de Loire.

## Géographie
La salle de cinéma est située dans le département du Loiret (Centre-Val de Loire) et la région naturelle de la Sologne, en centre-ville de La Ferté-Saint-Aubin au 107 bis de la rue du Général Leclerc.
Le cinéma est accessible par la ligne 5 du réseau d'autocars Rémi ou par la route départementale 2020.

## Histoire
Le bâtiment est construit par l'entreprise de maçonnerie Tournaye en 1938 et 1939.
Il est partiellement détruit par les bombardements de la Seconde Guerre mondiale en juin 1940.
Le cinéma ouvre ses portes en 1942. Il est géré par la famille Tournaye. La salle contient environ 300 places, des balcons, une scène, des coulisses et des loges. En plus des projections de films, le cinéma permet d'organiser des spectacles.
Le Variétés cesse son activité en 1981.
Le cinéma est racheté par la maire de La Ferté-Saint-Aubin en 2006.
En 2016, Alfred et Émilie Seydoux rachètent le cinéma afin de le rénover.
Après 18 mois de travaux, le cinéma rouvre ses portes le 27 mars 2019,.

## Description
La salle de cinéma comporte 187 places (172 au rez-de-chaussée et 15 au balcon).